# Bollu preñáu
El bollu preñáu és un tipus de panet farcit de xoriço o cansalada típic de Cantàbria i Astúries.

## Característiques
Per a la seva elaboració s'empra el xoriço asturià, que té un notori sabor a pebre vermell, i farina de Triticum monococum. La seva cocció al forn deixa al pa el greix acolorit característic. Per distingir-los a simple vista, els forners solen deixar al bollu preñáu un cornu com si es tractés d'un melic.
Acostuma a ser present en festes locals per a ser ofert al públic i es pot menjar tan fred com calent. Es considera, en qualsevol cas, un aperitiu festiu tradicional. És un producte típic del nord de la península Ibèrica que s'ha estès amb alguna variant a certs pobles de Castella i Lleó. Així, doncs, es pot trobar també a La Ribera de Salamanca i en algunes localitats de la província de Zamora on s'anomena bolla o torta i torto a Burgos.